# Аппер-Гей-Рівер 212
Аппер-Гей-Рівер 212 (англ. Upper Hay River 212) — індіанська резервація в Канаді, у провінції Альберта, у межах спеціалізованого муніципалітету Маккензі.

## Населення
За даними перепису 2016 року, індіанська резервація нараховувала 294 особи, показавши зростання на 0,7%, порівняно з 2011-м роком. Середня густина населення становила 20,9 осіб/км².
З офіційних мов обидвома одночасно не володів жоден з жителів, тільки англійською — 295. Усього 70 осіб вважали рідною мовою не одну з офіційних, з них усі — одну з корінних мов.
Працездатне населення становило 15,9% усього населення, рівень безробіття — 28,6%.

## Клімат
Середня річна температура становить -1,2°C, середня максимальна – 21,2°C, а середня мінімальна – -28,8°C. Середня річна кількість опадів – 368 мм.
| Клімат поселення                              | Клімат поселення | Клімат поселення | Клімат поселення | Клімат поселення | Клімат поселення | Клімат поселення | Клімат поселення | Клімат поселення | Клімат поселення | Клімат поселення | Клімат поселення | Клімат поселення | Клімат поселення |
| Показник                                      | Січ.             | Лют.             | Бер.             | Квіт.            | Трав.            | Черв.            | Лип.             | Серп.            | Вер.             | Жовт.            | Лист.            | Груд.            |                  |
| Середній максимум, °C                         | −14,73           | −10,12           | −3,17            | 8,59             | 16,11            | 21,18            | 21,05            | 19,11            | 13,52            | 5,92             | −6,7             | −14,68           |                  |
| Середня температура, °C                       | −21,76           | −17,12           | −10,18           | 1,56             | 9,09             | 14,15            | 16,30            | 14,33            | 8,77             | 1,17             | −11,48           | −19,42           |                  |
| Середній мінімум, °C                          | −28,77           | −24,16           | −17,2            | −5,46            | 2,06             | 7,14             | 11,53            | 9,59             | 4,01             | −3,58            | −16,23           | −24,2            |                  |
| Норма опадів, мм                              | 18               | 15               | 17               | 16               | 35               | 54               | 63               | 52               | 33               | 25               | 21               | 19               |                  |
| Середньомісячна швидкість вітру, м/с          | 2.60             | 2.70             | 3.00             | 3.20             | 3.38             | 3.20             | 2.70             | 2.88             | 3.20             | 3.20             | 2.80             | 2.40             |                  |
| Середньомісячна сонячна радіація, кДж/м²·день | 1821             | 4736             | 10330            | 16466            | 20389            | 22005            | 20535            | 16244            | 10214            | 5040             | 2110             | 1165             |                  |
| --------------------------------------------- | ---------------- | ---------------- | ---------------- | ---------------- | ---------------- | ---------------- | ---------------- | ---------------- | ---------------- | ---------------- | ---------------- | ---------------- | ---------------- |
| Джерело:                                      |                  |                  |                  |                  |                  |                  |                  |                  |                  |                  |                  |                  |                  |